# Pedro Yang
Pedro Alejandro Yang Ruiz (født 9. oktober 1976) er en tidligere badmintonspiller fra Guatemala. 
Pedro Yang deltog i Sommer-OL 2004 i Athen, men han tabte til Jim Ronny Andersen fra Norge i runde 36 og blev dermed slået ud af konkurrencen.
Pedro Yang er med i den Olympiske komite siden 2008.
 Der er for få eller ingen kildehenvisninger i denne artikel, hvilket er et problem. Du kan hjælpe ved at angive troværdige kilder til de påstande, som fremføres i artiklen.